# Việt vương Chu Câu
Việt vương Chu Câu (chữ Hán: 越王朱勾, ?-411 TCN), còn gọi là Việt vương Ông (越王翁) hay Việt vương Châu Câu (越王州勾), tên thật là Lạc Chu Câu (雒朱勾), Lạc Châu Câu (雒州勾) hay Lạc Ông (雒翁), là vị vua thứ 38 của nước Việt - chư hầu nhà Chu trong lịch sử Trung Quốc.
Chu Câu là con của Việt vương Bất Thọ, vua thứ 37 của nước Việt.
Chu Câu ban đầu được vua cha là Bất Thọ lập làm thái tử. Năm 448 TCN, ông đem quân tấn công vào cung, giết Bất Thọ để đoạt ngôi.
Nước Việt và nước Sở láng giềng xảy ra tranh chấp đất đai, liên tục xảy ra chiến tranh. Quân Sở nhiều lần đánh bại quân Việt.
Việt vương Chu Câu nghe ở nước Lỗ có người tài là Mặc Tử, nhiều lần đến mời đến giúp mình, lại muốn phong thêm cho Mặc Tử năm trăm hộ nhưng Mặc Tử không chịu theo.
Năm 413 TCN, Việt vương Chu Câu đem quân đánh nước Đằng và nước Đàm, tiêu diệt hai nước.
Năm 411 TCN, Việt vương Chu Câu qua đời. Ông ở ngôi tất cả 37 năm. Con ông là Việt vương Ế lên nối ngôi.